# Domitien de Tongres
Pour les articles homonymes, voir Domitien (homonymie).
Saint Domitien, mort en 558 ou en 560 (le 7 mai 560 selon la tradition), est un évêque de Tongres-Maastricht. Théologien originaire de Huy, il est le premier dont l'existence soit connue comme certaine. Il est un des saints protecteurs de la ville de Huy en Région wallonne (Belgique).
Saint chrétien, il est commémoré le 7 mai en Occident et le 12 mai en Orient.

## Hagiographie
La première Vita Domitiani connue a été rédigée plus de 600 ans après sa mort. Domitien, théologien de renom, aurait été appelé au siège épiscopal de Tongres vers 534, pour succéder à Euchère II, et participa au concile régional d'Orléans en 541 où ses interventions furent remarquées.
Il se fit construire une modeste résidence à Huy, non loin de la porte de Constantinople. 
On lui attribue les prodiges les plus étonnants. Entre autres, la légende lui prête une victoire remportée sur un horrible dragon qui empoisonnait « de sa vénéneuse haleine et pestifère exhalaison » les eaux d'une fontaine de Huy.

## Vénération
- Saint Domitien est fêté en Wallonie le 6 mai (d'après le calendrier liturgique en usage dans les diocèses francophones de Belgique).
- La châsse de saint-Domitien, œuvre d'orfèvrerie mosane rassemblant quelques reliques du saint évêque de Tongres se trouve au Trésor de la collégiale de Huy. Datant de 1173 elle serait œuvre de l'artiste mosan Godefroy de Huy.

## Galerie

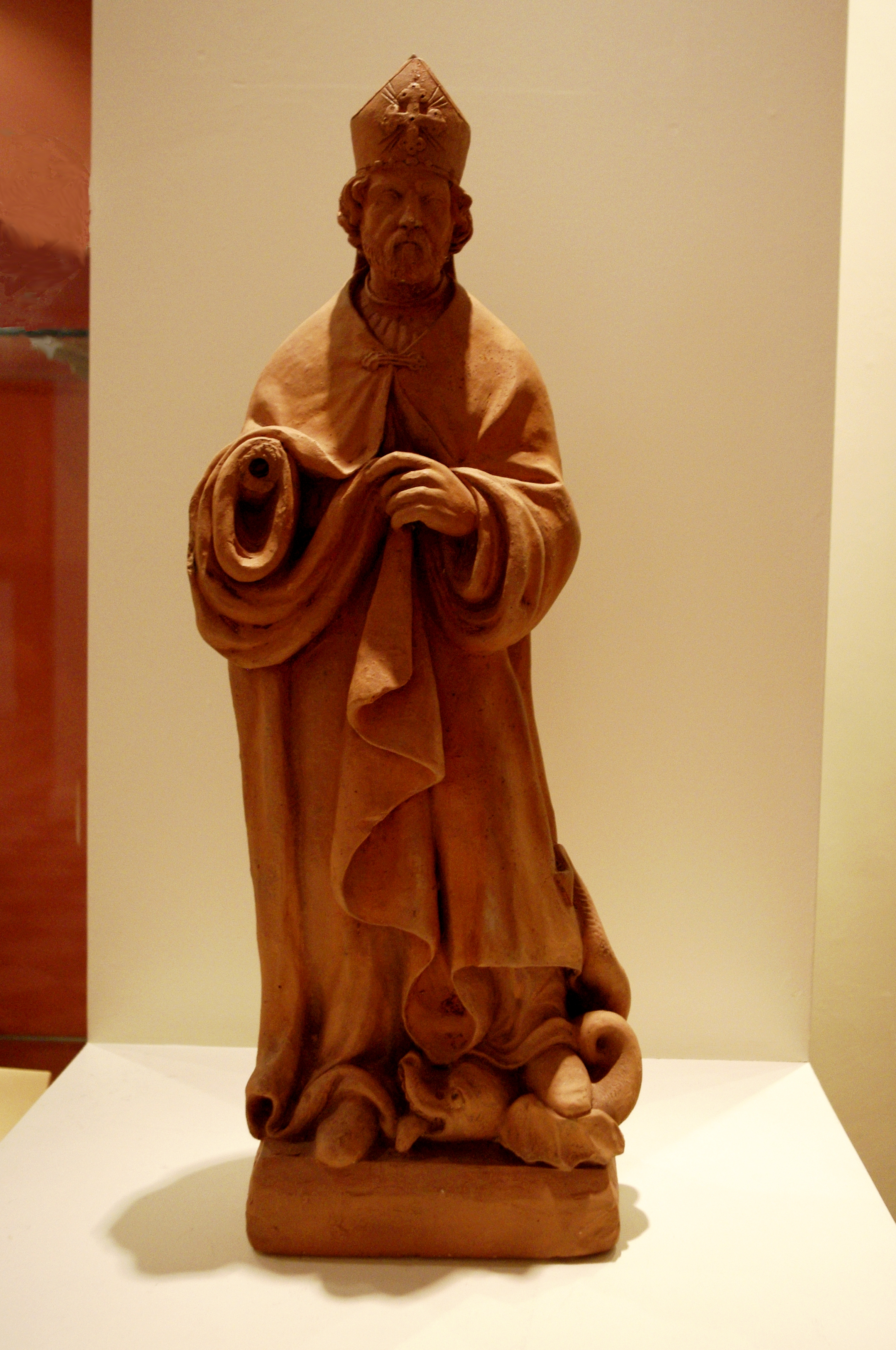
Statuette de saint Domitien, Auguste Geedts (1850), musée communal de Huy.
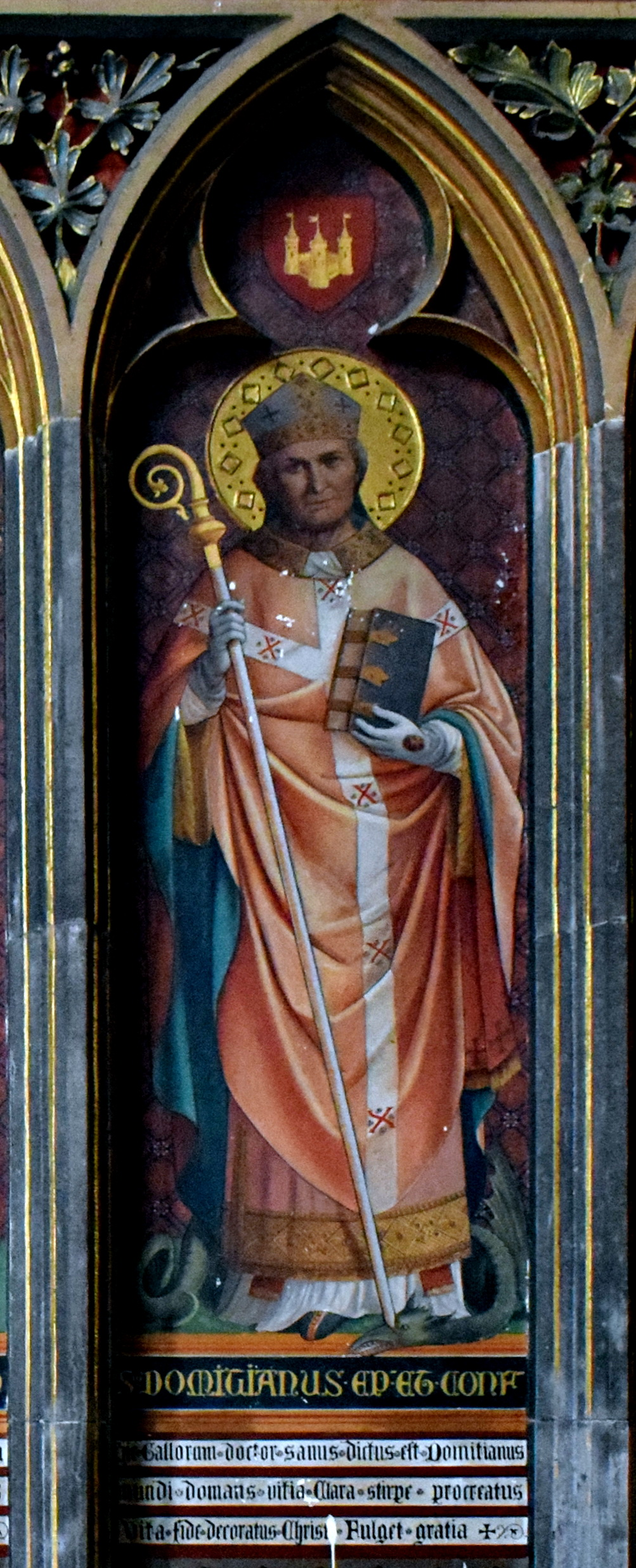
Peinture de saint Domitien, cathédrale Saint-Paul, Liège.
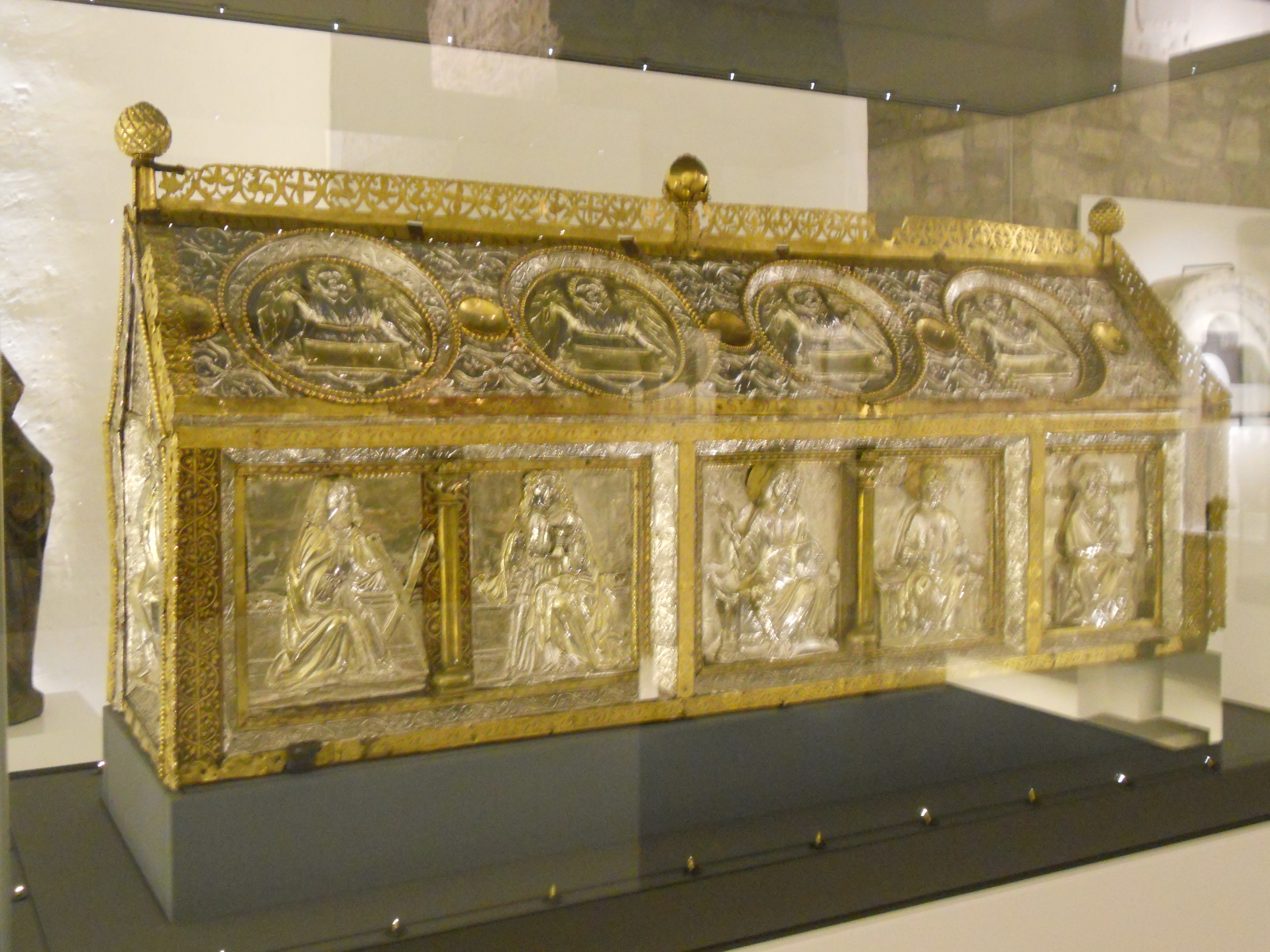
Châsse réalisée vers 1173 et attribué à Godefroy de Huy. Bien classé de la Communauté française depuis le 12 février 2010.